# Alfred Schreuder
Alfred Schreuder, né le 2 novembre 1972 à Barneveld (Pays-Bas), est un ancien footballeur néerlandais devenu entraîneur.

## Biographie

### Joueur
Alfred Schreuder est un milieu de terrain qui se forme au SDV Barneveld puis au Feyenoord. Il joue avec l'équipe première de Feyenoord de 1991 à 1993.
Il joue ensuite avec le RKC Waalwijk de 1993 à 1997, NAC Breda de 1997 à 2003, Feyenoord de 2003 à 2007, FC Twente de 2007 à 2008, puis au Vitesse Arnhem de 2008 à 2009. Il met un terme à sa carrière de joueur en janvier 2009.
Le bilan de sa carrière de joueur s'élève à 334 matchs disputés en première division néerlandaise, pour 12 buts inscrits. Il joue également quatre rencontres lors des tours préliminaires de la Coupe de l'UEFA.

### Entraîneur

#### FC Twente
Alfred Schreuder commence sa carrière d'entraîneur immédiatement après sa retraite comme joueur en tant qu'assistant au Vitesse Arnhem. En été 2009, il devient l'assistant de Steve McClaren au FC Twente. En février 2013, il est nommé entraîneur intérimaire à la suite du limogeage de McClaren. Cependant, il ne peut pas occuper ce poste car il n'est pas détenteur de la Licence UEFA Pro, c'est donc Michel Jansen qui occupe officiellement le poste d'entraîneur à partir de mars 2013. Cet arrangement se poursuit pendant la saison 2013-2014 jusqu'à ce que Schreuder obtienne la licence UEFA en mai 2014. Schreuder est alors nommé officiellement entraîneur du FC Twente avec Jansen comme assistant. Le 30 août 2015, Schreuder est limogé après avoir obtenu un seul point lors des quatre premières journées de championnat.

#### TSG 1899 Hoffenheim
Le 26 octobre 2015, il devient assistant de Huub Stevens au TSG 1899 Hoffenheim. Après le limogeage de Stevens en février 2016, il devient l'assistant du nouvel entraîneur Julian Nagelsmann.

#### Ajax Amsterdam
Le 5 janvier 2018, l'Ajax Amsterdam annonce l'arrivée de Schreuder en tant qu'assistant d'Erik ten Hag. Le club atteint les demi-finales de la Ligue des champions en 2019.

#### Retour au TSG 1899 Hoffenheim
En juillet 2019, Alfred Schreuder est nommé entraîneur du TSG 1899 Hoffenheim. Il est limogé en juin 2020.

#### FC Barcelone
Le 19 août 2020, il devient l'adjoint de Ronald Koeman au FC Barcelone. Il quitte cette fonction en octobre 2021.

#### FC Bruges
Le 3 janvier 2022, il devient l'entraîneur du Club Bruges KV après le départ de Philippe Clément à l'AS Monaco.
Le 15 mai 2022, il remporte son premier trophée en tant qu'entraîneur principal en devenant champion de Belgique avec les Brugeois. 

#### Retour à l'Ajax Amsterdam
Le 12 mai 2022, Alfred Schreuder signe un contrat de deux saisons à l'Ajax Amsterdam comme nouvel entraîneur principal, succédant à Erik ten Hag, parti à Manchester United.
Il débutera son mandat dès la saison 2022-2023.

## Vie privée
Alfred Schreuder est le frère de Dick Schreuder, également footballeur puis entraîneur. Leur autre frère, Bart Schreuder, exerce également le métier d'entraîneur.

## Palmarès

### Comme joueur
NAC Breda
- Champion des Pays-Bas de deuxième division (1) :
  - Champion : 1999-00.

### Comme entraîneur
FC Bruges
- Champion de Belgique (1) :
  - Champion : 2021-2022